# SC Freiburg
Sport-Club Freiburg e. V., kortweg SC Freiburg is een Duitse voetbalclub uit Freiburg, liggend in de deelstaat Baden-Württemberg. De club speelde lange tijd in de schaduw van stadsrivaal Freiburger FC, dat zelfs de landstitel veroverde. Na het verval van deze club begin jaren tachtig nam SC definitief de scepter over in de stad.

## Geschiedenis
De club is in 1912 ontstaan door de fusie van SV 04 Freiburg en FC Union Freiburg. SV 04 Freiburg was opgericht in 1904 en heette tot 1909 Freiburger FV 04. FC Union Freiburg werd in ook in 1904 opgericht, maar dan onder de naam FC Schwalbe Freiburg (later FC Mars Freiburg). Op 13 december 1919 sloot de club zich bij Freiburger Turnerschaft 1844 aan. In deze tijd was stadsrivaal Freiburger FC de grootste club van de stad, die zelfs al landskampioen geworden was.
In 1920 promoveerde de club voor het eerst naar de hoogste klasse van de Badense competitie. Na één seizoen herstructureerde de Zuid-Duitse voetbalbond zijn competities en de club ging nu in de Württemberg-Badense competitie spelen. De competitie bestond uit vier reeksen van acht clubs en de eerste vier van elke reeks kwalificeerden zich voor het volgende jaar. De club werd vierde en plaatste zich, maar ook het volgende jaar werd het aantal teams nog gehalveerd en door een zesde plaats moest de club terug naar de tweede klasse. Door een beslissing van de Deutsche Turnerschaft dat alle turn- en balsportclubs gescheiden moesten worden werd SC zelfstandig van de Turnerschaft. Na één seizoen promoveerde de club terug naar de hoogste klasse, die nog maar uit één reeks bestond, maar kon het behoud niet verzekeren. Opnieuw kon Freiburg de afwezigheid bij de elite tot één seizoen beperken en werd deze keer vijfde bij de terugkeer. De bond draaide de beslissing over het samengaan van de competities terug in 1927 en Freiburg ging weer in de Badense competitie spelen.
De club werd derde en plaatste zich voor het eerst voor de Zuid-Duitse eindronde, waar ze vijfde werden in de niet-kampioenengroep. Na een middenmootplaats eindigde de club in 1929/30 slechts twee punten boven andere stadsrivaal SpVgg Freiburg, dat degradeerde. Het volgende seizoen eindigde de club opnieuw voorlaatste en zelfs voor Freiburger FC, maar er was dit jaar geen degradatie en het jaar erna eindigde beide clubs in de subtop. Nadat de NSDAP de macht greep in Duitsland werd de competitie grondig geherstructureerd. De Zuid-Duitse bond werd afgeschaft en de Gauliga Baden werd ingevoerd als nieuwe hoogste klasse, waar de club zich door een zesde plaats voor kwalificeerde. In het eerste seizoen werd de club afgetekend laatste en degradeerde. In 1935/36 plaatste de club zich voor de eindronde om promotie, maar werd daarin laatste. De volgende twee seizoenen speelde SC ook de eindronde, maar kon ook nu niet promoveren. In 1938 had de club zich opnieuw verenigd met FT 1844 Freiburg en speelde als FT/SC Freiburg en promoveerde in 1939 weer naar de Gauliga. Na één seizoen degradeerde de club opnieuw. FT/SC kon meteen weer terugkeren, maar kon ook nu het behoud niet verzekernen. In 1943 promoveerde de club een laatste maal naar de Gauliga en werd ook nu laatste.
Na de oorlog werden alle Duitse sportorganisaties ontbonden. De club werd heropgericht als VfL Freiburg en speelde vanaf 1946 in de Oberliga Südwest. VfL eindigde steevast in de lagere middenmoot. In 1949 werd de club opnieuw onderdeel van FT 1844 Freiburg en nadat de Oberliga herleid werd van twee reeksen naar één reeks verzeilde de club in de Amateurliga Südbaden, de derde klasse. Hier speelde de club tot 1978. In 1965 en 1968 maakte nen kans op promotie, maar bleef steken in de eindronde.
In 1974 degradeerde grote broer Freiburger FC naar de Amateurliga en zo speelden beide clubs opnieuw samen in één reeks en dat voor drie jaar, toen FFC weer promoveerde naar de 2. Bundesliga. SC volgde slechts één jaar later. De volgende jaren eindigde SC meestal voor FC en in 1982 degradeerde de club en nam SC definitief de rol over van FC. De club eindigde meestal in de middenmoot. In 1991 werd de competitie naar twee reeksen uitgebreid om de instroom van Oost-Duitse clubs op te vangen. Er waren twee reeksen van twaalf clubs en SC werd groepswinnaar. De top zes speelde nog een verdere eindronde en daarin liet de club zich door zowel 1. FC Saarbrücken als SV Waldhof Mannheim voorbij steken en miste zo zijn kans op promotie. Het volgende seizoen werd de club echter kampioen en promoveerde voor het eerst naar de Bundesliga. In het eerste seizoen streed de club lang tegen degradatie. Aan het einde van het seizoen werd een inhaalbeweging gedaan en na drie zeges kwam de club langs 1. FC Nürnberg, dat degradeerde door een slechter doelsaldo. Het tweede seizoen bij de elite was een groot succes en Freiburg werd zowaar derde, waardoor ze zich zelfs voor Europees voetbal plaatsten. De club werd in de eerste ronde van de UEFA Cup echter meteen uitgeschakeld door Slavia Praag. Na een plaats in de middenmoot degradeerde de club in 1996/97. De club keerde onmiddellijk terug en na twee middenmootplaatsen werd Freiburg zesde in 2000/01 en plaatste zich opnieuw voor de UEFA Cup, waar ze nu de derde ronde bereikten en verloren van de latere winnaar Feyenoord. Dit werd gevolgd door een degradatie en ook een onmiddellijke promotie. Na twee jaar Bundesliga degradeerde Freiburg opnieuw. De coach Volker Finke, de trainer sinds 1991, mocht aanblijven. Deze keer verbleef de club vier seizoenen in de tweede klasse alvorens een rentree te maken in de Bundesliga. Na een middelmatig eerste seizoen draaide de club de volgende twee jaar mee in de middenmoot. In 2015 degradeerde Freiburg, maar na een seizoen keerde de club onder leiding van trainer-coach Christian Streich terug in de Bundesliga.
Tijdens hun seizoen 2016/17 werd een mooie zevende plaats gehaald met 48 punten. Tijdens het seizoen 2017/18 verliep het minder vlot. Tot het einde van de competitie flirtte de club met de degradatie maar uiteindelijk eindigde ze de rangschikking op een 15de plaats met 36 punten.

## Eerste elftal

### Selectie
| Nr.           | Naam                 | Nationaliteit | Geb. datum | Sinds | Contract | Vorige club              |
| ------------- | -------------------- | ------------- | ---------- | ----- | -------- | ------------------------ |
| Doelmannen    |                      |               |            |       |          |                          |
| 1             | Noah Atubolu         | Duitsland     | 25-05-2002 | 2021  |          |                          |
| 21            | Florian Müller       | Duitsland     | 25-11-1997 | 2023  |          | VfB Stuttgart            |
| 31            | Benjamin Uphoff      | Duitsland     | 08-08-1993 | 2020  |          | Karlsruher               |
| Verdedigers   |                      |               |            |       |          |                          |
| 3             | Philipp Lienhart     | Oostenrijk    | 11-07-1996 | 2018  | 2024     | Real Madrid              |
| 4             | Kenneth Schmidt      | Duitsland     | 03-06-2002 | 2023  |          | FC Emmendingen           |
| 5             | Manuel Gulde         | Duitsland     | 12-02-1991 | 2016  |          | Karlsruher               |
| 17            | Lukas Kübler         | Duitsland     | 30-08-1992 | 2015  | 2024     | Sandhausen               |
| 25            | Kiliann Sildillia    | Frankrijk     | 16-05-2002 | 2021  | 2026     | FC Metz                  |
| 26            | Keven Schlotterbeck  | Duitsland     | 28-04-1997 | 2018  |          |                          |
| 28            | Matthias Ginter      | Duitsland     | 19-01-1994 | 2022  | 2026     | Borussia Mönchengladbach |
| 30            | Christian Günter     | Duitsland     | 28-02-1993 | 2012  |          |                          |
| 33            | Jordy Makengo        | Frankrijk     | 03-08-2001 | 2023  | 2025     |                          |
| 37            | Max Rosenfelder      | Duitsland     | 10-02-2003 | 2023  |          |                          |
| Middenvelders |                      |               |            |       |          |                          |
| 8             | Maximilian Eggestein | Duitsland     | 08-12-1996 | 2021  | 2025     | Werder Bremen            |
| 11            | Daniel-Kofi Kyereh   | Ghana         | 08-03-1996 | 2022  |          | St. Pauli                |
| 14            | Yannik Keitel        | Duitsland     | 15-02-2000 | 2020  | 2024     |                          |
| 27            | Nicolas Höfler       | Duitsland     | 09-03-1990 | 2010  |          |                          |
| 34            | Merlin Röhl          | Duitsland     | 05-07-2002 | 2022  |          | FC Ingolstadt            |
| Aanvallers    |                      |               |            |       |          |                          |
| 7             | Noah Weißhaupt       | Duitsland     | 20-09-2001 | 2021  |          |                          |
| 9             | Lucas Höler          | Duitsland     | 10-07-1994 | 2018  |          | Sandhausen               |
| 20            | Junior Adamu         | Oostenrijk    | 06-01-2001 | 2023  |          | RB Salzburg              |
| 22            | Roland Sallai        | Hongarije     | 22-05-1997 | 2018  | 2025     | APOEL Nicosia            |
| 32            | Vincenzo Grifo       | Italië        | 07-04-1993 | 2019  |          | Hoffenheim               |
| 42            | Ritsu Doan           | Japan         | 16-06-1998 | 2022  |          | PSV                      |

Laatste update: 24 juli 2023

### Staf
| Functie           | Naam             | Sinds | Contract | Vorige club   |
| ----------------- | ---------------- | ----- | -------- | ------------- |
| Hoofdtrainer      | Julian Schuster  | 2024  |          |               |
| Assistent-trainer | Florian Bruns    | 2017  |          | Werder Bremen |
| Assistent-trainer | Patrik Grolimund | 2024  |          | DFB           |
| Assistent-trainer | Lars Voßler      | 2012  |          | Freiburg –19  |
| Keeperstrainer    | Michael Müller   | 2022  |          | Freiburg –17  |

Laatste update: 14 juni 2024

## Overzichtslijsten
| Niveau | Aantal | Periode (1950-2026)                                   |
| ------ | ------ | ----------------------------------------------------- |
| I      | 26     | 1993-1997, 1998-2002, 2003-2005, 2008-2015, 2016-.... |
| II     | 22     | 1978-1993, 1997-1998, 2002-2003, 2005-2009, 2015-2016 |
| III    | 28     | 1950-1978                                             |

### Eindklasseringen sinds 1964
- 1964 15e
Niveau 3
- 1965 1e
Niveau 3
- 1966 9e
Niveau 3
- 1967 10e
Niveau 3
- 1968 1e
Niveau 3
- 1969 12e
Niveau 3
- 1970 4e
Niveau 3
- 1971 3e
Niveau 3
- 1972 8e
Niveau 3
- 1973 7e
Niveau 3
- 1974 6e
Niveau 3
- 1975 2e
Niveau 3
- 1976 6e
Niveau 3
- 1977 2e
Niveau 3
- 1978 1e
Niveau 3
- 1979 15e
2. Bundesliga
- 1980 6e
2. Bundesliga
- 1981 7e
2. Bundesliga
- 1982 15e
2. Bundesliga
- 1983 8e
2. Bundesliga
- 1984 7e
2. Bundesliga
- 1985 8e
2. Bundesliga
- 1986 16e
2. Bundesliga
- 1987 8e
2. Bundesliga
- 1988 10e
2. Bundesliga
- 1989 5e
2. Bundesliga
- 1990 13e
2. Bundesliga
- 1991 9e
2. Bundesliga
- 1992 3e
2. Bundesliga
- 1993 1e
2. Bundesliga
- 1994 15e
Bundesliga
- 1995 3e
Bundesliga
- 1996 11e
Bundesliga
- 1997 17e
Bundesliga
- 1998 2e
2. Bundesliga
- 1999 12e
Bundesliga
- 2000 12e
Bundesliga
- 2001 6e
Bundesliga
- 2002 16e
Bundesliga
- 2003 1e
2. Bundesliga
- 2004 14e
Bundesliga
- 2005 18e
Bundesliga
- 2006 4e
2. Bundesliga
- 2007 3e
2. Bundesliga
- 2008 5e
2. Bundesliga
- 2009 1e
2. Bundesliga
- 2010 14e
Bundesliga
- 2011 9e
Bundesliga
- 2012 12e
Bundesliga
- 2013 5e
Bundesliga
- 2014 14e
Bundesliga
- 2015 17e
Bundesliga
- 2016 1e
2. Bundesliga
- 2017 7e
Bundesliga
- 2018 15e
Bundesliga
- 2019 13e
Bundesliga
- 2020 8e
Bundesliga
- 2021 10e
Bundesliga
- 2022 6e
Bundesliga
- 2023 5e
Bundesliga
- 2024 10e
Bundesliga
- 2025 5e
Bundesliga

- Niveau 1
- Niveau 2
- Niveau 3

| Legenda niveautijdlijn | Legenda niveautijdlijn      | Legenda niveautijdlijn      | Legenda niveautijdlijn      | Legenda niveautijdlijn    | Legenda niveautijdlijn |
| Liga                   | Seizoen 1963/64 t/m 1973/74 | Seizoen 1974/75 t/m 1993/94 | Seizoen 1994/95 t/m 2007/08 | Seizoen 2008/09 tot heden | Opmerking              |
| ---------------------- | --------------------------- | --------------------------- | --------------------------- | ------------------------- | ---------------------- |
| Bundesliga             | Niveau I                    | Niveau I                    | Niveau I                    | Niveau I                  |                        |
| 2. Bundesliga          | --                          | Niveau II                   | Niveau II                   | Niveau II                 |                        |
| 3. Liga                | --                          | --                          | --                          | Niveau III                |                        |
| Regionalliga           | Niveau II                   | --                          | Niveau III                  | Niveau IV                 |                        |
| Oberliga               | --                          | Niveau III *                | Niveau IV                   | Niveau V                  | * vanaf 1978/79        |

### Resultaten
| Seizoen   | Niveau | Positie | Liga          | Wedstr. | Winst | Gelijk | Verlies | Doelsaldo | Punten | Tsch.gem. | Topscorer                             | DFB-Pokal    | Opmerkingen |
| --------- | ------ | ------- | ------------- | ------- | ----- | ------ | ------- | --------- | ------ | --------- | ------------------------------------- | ------------ | ----------- |
| 1993–1994 | I      | 15      | Bundesliga    | 34      | 10    | 8      | 16      | 54–57     | 28     | 15.000    | Rodolfo Cardoso (12)                  | kwartfinale  |             |
| 1994–1995 | I      | 3       | Bundesliga    | 34      | 20    | 6      | 8       | 66–44     | 46     | 17.824    | Rodolfo Cardoso (16)                  | 1e ronde     |             |
| 1995–1996 | I      | 11      | Bundesliga    | 34      | 11    | 9      | 14      | 30–41     | 42     | 22.500    | Harry Decheiver (11)                  | 8e finale    |             |
| 1996–1997 | I      | 17      | Bundesliga    | 34      | 8     | 5      | 21      | 43–67     | 29     | 22.376    | Uwe Wassmer (7)                       | kwartfinale  |             |
| 1997–1998 | II     | 2       | 2. Bundesliga | 34      | 18    | 7      | 9       | 57–36     | 61     | 18.565    | Marco Weißhaupt (16)                  | 1e ronde     |             |
| 1998–1999 | I      | 11      | Bundesliga    | 34      | 10    | 9      | 15      | 36–44     | 39     | 21.147    | Zubaïer Baya (6)                      | 2e ronde     |             |
| 1999–2000 | I      | 12      | Bundesliga    | 34      | 10    | 10     | 14      | 45–50     | 40     | 24.711    | Adel Sellimi (11)                     | kwartfinale  |             |
| 2000–2001 | I      | 6       | Bundesliga    | 34      | 15    | 10     | 9       | 54–37     | 55     | 24.882    | Adel Sellimi (10)                     | kwartfinale  |             |
| 2001–2002 | I      | 16      | Bundesliga    | 34      | 7     | 9      | 18      | 37–64     | 30     | 24.847    | Soumaila Coulibaly (6)                | 2e ronde     |             |
| 2002–2003 | II     | 1       | 2. Bundesliga | 34      | 20    | 7      | 7       | 58–32     | 67     | 21.147    | Zlatan Bajramović (15)                | 8e finale    |             |
| 2003–2004 | I      | 13      | Bundesliga    | 34      | 10    | 8      | 16      | 42–67     | 38     | 24.556    | Aleksander Iasjvili (9)               | 8e finale    |             |
| 2004–2005 | I      | 18      | Bundesliga    | 34      | 3     | 9      | 22      | 30–75     | 18     | 22.841    | Soumaila Coulibaly (6)                | kwartfinale  |             |
| 2005–2006 | II     | 4       | 2. Bundesliga | 34      | 16    | 8      | 10      | 41–33     | 56     | 13.906    | Soumaila Coulibaly (7)                | 8e finale    |             |
| 2006–2007 | II     | 4       | 2. Bundesliga | 34      | 17    | 9      | 8       | 55–39     | 60     | 16.224    | Aleksander Iasjvili / Roda Antar (10) | 2e ronde     |             |
| 2007–2008 | II     | 5       | 2. Bundesliga | 34      | 15    | 10     | 9       | 49–44     | 55     | 16.541    | Jonathan Pitroipa (7)                 | 2e ronde     |             |
| 2008–2009 | II     | 1       | 2. Bundesliga | 34      | 21    | 5      | 8       | 60–36     | 68     | 16.456    | Mohamadou Idrissou (13)               | 8e finale    |             |
| 2009–2010 | I      | 14      | Bundesliga    | 34      | 9     | 8      | 17      | 35–59     | 35     | 22.953    | Mohamadou Idrissou (9)                | 2e ronde     |             |
| 2010–2011 | I      | 9       | Bundesliga    | 34      | 13    | 5      | 16      | 41–50     | 44     | 23.100    | Papiss Cissé (22)                     | 2e ronde     |             |
| 2011–2012 | I      | 12      | Bundesliga    | 34      | 10    | 10     | 14      | 45–61     | 40     | 22.676    | Papiss Cissé (9)                      | 1e ronde     |             |
| 2012–2013 | I      | 5       | Bundesliga    | 34      | 14    | 9      | 11      | 45–40     | 51     | 23.276    | Max Kruse / Jonathan Schmid (11)      | halve finale |             |
| 2013–2014 | I      | 14      | Bundesliga    | 34      | 9     | 9      | 16      | 43–61     | 36     | 23.394    | Admir Mehmedi (12)                    | 8e finale    |             |
| 2014–2015 | I      | 17      | Bundesliga    | 34      | 7     | 13     | 14      | 36–47     | 34     | 23.791    | Nils Petersen (9)                     | kwartfinale  |             |
| 2015–2016 | II     | 1       | 2. Bundesliga | 34      | 22    | 6      | 6       | 75–39     | 72     | 23.318    | Nils Petersen (21)                    | 2e ronde     |             |
| 2016–2017 | I      | 7       | Bundesliga    | 34      | 14    | 6      | 14      | 42–60     | 48     | 23.959    | Florian Niederlechner (11)            | 2e ronde     |             |
| 2017–2018 | I      | 15      | Bundesliga    | 34      | 8     | 12     | 14      | 32–56     | 36     | 23.894    | Nils Petersen (15)                    | 8e finale    |             |
| 2018-2019 | I      | 13      | Bundesliga    | 34      | 8     | 12     | 14      | 46-61     | 36     | 23.900    | Luca Waldschmidt (9)                  | 2e ronde     |             |
| 2019-2020 | I      | 8       | Bundesliga    | 34      | 13    | 9      | 12      | 48-47     | 48     | 16.888    | Nils Petersen (11)                    | 2e ronde     |             |
| 2020-2021 | I      | 10      | Bundesliga    | 34      | 12    | 9      | 13      | 52-52     | 45     | --        | Vincenzo Grifo (9)                    | 2e ronde     |             |
| 2021-2022 | I      | 6       | Bundesliga    | 34      | 15    | 10     | 9       | 58-46     | 55     | 18.918    | Vincenzo Grifo (9)                    | finale       |             |
| 2022-2023 | I      | 5       | Bundesliga    | 34      | 17    | 8      | 9       | 51-44     | 59     | 33.912    | Vincenzo Grifo (15)                   | halve finale |             |
| 2023-2024 | I      | 10      | Bundesliga    | 34      | 11    | 9      | 14      | 45-58     | 42     | 34.196    | Vincenzo Grifo (8)                    | 2e ronde     |             |
| 2024-2025 | I      | 5       | Bundesliga    | 34      | 16    | 7      | 11      | 49-53     | 55     | 34.188    | Ritsu Doan (10)                       | 8e finale    |             |

### Freiburg in Europa
Uitslagen vanuit gezichtspunt SC Freiburg
| Seizoen                                                     | Competitie    | Ronde           | Land                     | Club                | Totaalscore | 1e W    | 2e W         | PUC  |
| ----------------------------------------------------------- | ------------- | --------------- | ------------------------ | ------------------- | ----------- | ------- | ------------ | ---- |
| 1995/96                                                     | UEFA Cup      | 1R              | Vlag van Tsjechië        | Slavia Praag        | 1-2         | 1-2 (T) | 0-0 (U)      | 1.0  |
| 2001/02                                                     | UEFA Cup      | 1R              | Vlag van Slowakije       | FK Matador Púchov   | 2-1         | 0-0 U)  | 2-1 (T)      | 6.0  |
|                                                             |               | 2R              | Vlag van Zwitserland     | FC St. Gallen       | 4-2         | 0-1 (T) | 4-1 (U)      | 6.0  |
|                                                             |               | 3R              | Vlag van Nederland       | Feyenoord           | 2-3         | 0-1 (U) | 2-2 (T)      | 6.0  |
| 2013/14                                                     | Europa League | Groep H         | Vlag van Spanje          | Sevilla FC          | 0-4         | 0-2 (T) | 0-2 (U)      | 5.0  |
|                                                             |               | Groep H         | Vlag van Tsjechië        | Slovan Liberec      | 4-3         | 2-2 (T) | 2-1 (U)      | 5.0  |
|                                                             |               | Groep H (3e)    | Vlag van Portugal        | GD Estoril-Praia    | 1-1         | 1-1 (T) | 0-0 (U)      | 5.0  |
| 2017/18                                                     | Europa League | Q3              | Vlag van Slovenië        | NK Domžale          | 1-2         | 1–0 (T) | 0–2 (U)      | 1.0  |
| 2022/23                                                     | Europa League | Groep G         | Vlag van Griekenland     | Olympiakos Piraeus  | 4-1         | 3-0 (U) | 1-1 (T)      | 13.0 |
|                                                             |               | Groep G         | Vlag van Frankrijk       | FC Nantes           | 6-0         | 2-0 (T) | 4-0 (U)      | 13.0 |
|                                                             |               | Groep G (1e)    | Vlag van Azerbeidzjan    | FK Qarabağ          | 3-2         | 2-1 (T) | 1-1 (U)      | 13.0 |
|                                                             |               | 1/8             | Vlag van Italië          | Juventus FC         | 0-3         | 0-1 (U) | 0-2 (T)      | 13.0 |
| 2023/24                                                     | Europa League | Groep A         | Vlag van Griekenland     | Olympiakos Piraeus  | 8-2         | 3-2 (U) | 5-0 (T)      | 16.0 |
|                                                             |               | Groep A         | Vlag van Engeland        | West Ham United FC  | 1-4         | 1-2 (T) | 0-2 (U)      | 16.0 |
|                                                             |               | Groep A (2e)    | Vlag van Servië          | FK TSC Bačka Topola | 8-1         | 3-1 (U) | 5-0 (T)      | 16.0 |
|                                                             |               | PO 1/8          | Vlag van Frankrijk       | RC Lens             | 3-2         | 0-0 (U) | 3-2 n.v. (T) | 16.0 |
|                                                             |               | 1/8             | Vlag van Engeland        | West Ham United FC  | 1-5         | 1-0 (T) | 0-5 (U)      | 16.0 |
| 2025/26                                                     | Europa League | Competitie ( e) | Vlag van onbekend gebied | [[]]                | -           | - ()    | - ()         | 0.0  |
|                                                             |               | Competitie ( e) | Vlag van onbekend gebied | [[]]                | -           | - ()    | - ()         | 0.0  |
|                                                             |               | Competitie ( e) | Vlag van onbekend gebied | [[]]                | -           | - ()    | - ()         | 0.0  |
|                                                             |               | Competitie ( e) | Vlag van onbekend gebied | [[]]                | -           | - ()    | - ()         | 0.0  |
|                                                             |               | Competitie ( e) | Vlag van onbekend gebied | [[]]                | -           | - ()    | - ()         | 0.0  |
|                                                             |               | Competitie ( e) | Vlag van onbekend gebied | [[]]                | -           | - ()    | - ()         | 0.0  |
|                                                             |               | Competitie ( e) | Vlag van onbekend gebied | [[]]                | -           | - ()    | - ()         | 0.0  |
|                                                             |               | Competitie ( e) | Vlag van onbekend gebied | [[]]                | -           | - ()    | - ()         | 0.0  |
| Totaal aantal behaalde punten voor UEFA coëfficiënten: 44.0 |               |                 |                          |                     |             |         |              |      |

- Deelnemers UEFA-toernooien Duitsland
- Ranglijst van alle clubs die in de diverse Europa Cups zijn uitgekomen

## Bekende (oud-)Breisgrau

### Spelers
- Dennis Aogo
- Daniel Caligiuri
- Ritsu Doan
- Maximilian Eggestein
- Mark Flekken
- Matthias Ginter
- Christian Günter
- Philipp Lienhart
- Joachim Löw
- Maximilian Philipp
- Sascha Riether
- Jan Rosenthal
- Nico Schlotterbeck
- Ömer Toprak
- Daniel Schwaab

#### Records
Top-5 meest gespeelde wedstrijden
| Nr. | Naam             | Land      | Positie      | Periode    | Aantal |
| --- | ---------------- | --------- | ------------ | ---------- | ------ |
| 1.  | Andreas Zeyer    | Duitsland | Middenvelder | 1989-1997  | 441    |
| 2.  | Christian Günter | Duitsland | Verdediger   | 2012-heden | 430 *) |
| 3.  | Nicolas Höfler   | Duitsland | Middenvelder | 2013-heden | 364 *) |
| 4.  | Reinhard Binder  | Duitsland | Middenvelder | 1975-1984  | 307    |
| 4.  | Vincenzo Grifo   | Italië    | Aanvaller    | 2015-heden | 307    |

Top-5 doelpuntenmakers
| Nr. | Naam               | Land      | Periode                       | Aantal |
| --- | ------------------ | --------- | ----------------------------- | ------ |
| 1.  | Nils Petersen      | Duitsland | 2015-2023                     | 105    |
| 2.  | Vincenzo Grifo     | Italië    | 2015-heden                    | 94 *)  |
| 3.  | Joachim Löw        | Duitsland | 1978-1980/1982-1984/1985-1989 | 83     |
| 4.  | Wolfgang Schüler†  | Duitsland | 1976-1978/1979-1980           | 67     |
| 5.  | Aleksandr Iashvili | Georgië   | 1997-2007                     | 63     |

- t/m 18-05-2025

### Trainers
- Manfred Brief (1971–1978)
- Heinz Baas (1978–1979)
- Jupp Becker (1979–1980)
- Norbert Wagner (1980–1981)
- Horst Zick (1981)
- Karl-Heinz Bente (1981)
- Lutz Hangartner (1981–1982)
- Werner Olk (1982–1983)
- Fritz Fuchs (1983–1984)
- Antun Rudinski (1984–1985)
- Jupp Becker (1985–1986)
- Kurt Rettenberger (1986)
- Jörg Berger (1986–1988)
- Fritz Fuchs (1989)
- Uwe Ehret (1989)
- Lorenz-Günther Köstner (1989)
- Uwe Ehret (1989)
- Bernd Hoss (1989–1990)
- Eckhard Krautzun (1990–1991)
- Volker Finke (1991–2007)
- Robin Dutt (2007–2011)
- Marcus Sorg (2011)
- Christian Streich (2011–)